# 30297 Cupák
30297 Cupak è un asteroide della fascia principale. Scoperto nel 2000, presenta un'orbita caratterizzata da un semiasse maggiore pari a 2,558205 UA e da un'eccentricità di 0,133763, inclinata di 16,117950° rispetto all'eclittica.